# Новоточин, Николай Васильевич
Николай Васильевич Новоточин (30 июля 1927 — 25 апреля 2013) — передовик советской угольной промышленности, бригадир горнорабочих очистного забоя шахты «Нагольчанская» № 4 комбината «Донбассантрацит» Министерства угольной промышленности Украинской ССР, Ворошиловградская область, Герой Социалистического Труда (1971).

## Биография
Родился 30 июля 1927 года на территории современной Челябинской области в русской семье. Работать начал рано. В годы Великой Отечественной войны стал трудиться на прииске по добыче золотоносной руды.
В 1944 году призван в ряды Красной Армии. В 1946 году присвоено звание младший сержант, воздушный стрелок 686-го штурмового авиационного полка 289-й штурмовой авиационной Никопольской Краснознамённой дивизии в Львовском военном округе.
В 1952 году, после демобилизации, переехал жить на Донбасс. Стал работать на шахте № 1-1 бис в Ворошиловоградской области. Работал проходчиком, с 1953 года работал навалоотбойщиком, в 1955 году — машинист горного комбайна. В 1959 году перешёл работать на шахту № 4 «Нагольчанская» и возглавил комплексную бригаду рабочих очистного забоя. Его бригада добилась высоких результатов в производстве. В 1966 году был представлен к награде Орденом Ленина.
В 1969 году завершил обучение в Антрацитовском горном техникуме, получил специальность горный техник по направлению «промышленная разработка угольных месторождений».
Указом Президиума Верховного Совета СССР от 30 марта 1971 года за выдающиеся заслуги в выполнении пятилетнего плана по развитию угольной и сланцевой промышленности и достижение высоких технико-экономических показателей Николаю Васильевичу Новоточину присвоено звание Героя Социалистического Труда с вручением ордена Ленина и золотой медали «Серп и Молот».
Избирался делегатом XXIII и XXIV съездов КПСС. В 1971 году был избран председателем Дубовского поселкового Совета, на этой должности проработал десять лет.
Проживал в посёлке Дубовском Ворошиловоградской (Луганской) области. Умер 25 апреля 2013 года.

## Награды
За трудовые успехи удостоен:
- золотая звезда «Серп и Молот» (30.03.1971)
- два ордена Ленина (29.06.1966, 30.03.1971)
- другие медали.
- Заслуженный деятель культуры Украинской ССР (19.02.1975)
- Почётный гражданин города Антрацита.

## Память
- В 2016 году на жилом доме в посёлке Дубовский установлена мемориальная доска в память о Новоточине.